# Operacja barwienkowsko-łozowska
Operacja barwienkowsko-łozowska (ros. Барвенково-Лозовская операция) – radziecka operacja wojskowa przeprowadzona między 18 a 31 stycznia 1942 roku przez wojska dwóch frontów – Południowego i Południowo-Zachodniego. Była kontynuacją zwycięskich walk pod Rostowem z zamiarem zniszczenia wojsk Grupy Armii Południe. Jej skutkiem było wybicie wyłomu w rejonie Barwinkowych. Dalsze postępy operacji zostały jednak powstrzymane. Z powstałego w ten sposób tzw. „występu barwienkowskiego” w maju 1942 roku Armia Czerwona przeprowadziła nieudaną operację mającą na celu wyzwolenie Charkowa.

## Tło sytuacyjne
Przygotowania do operacji barwienkowsko-łozowskiej rozpoczęły się w pierwszych dniach 1942 r. Operacja miała być przeprowadzona przez siły frontów: Południowo-Zachodniego i Południowego. W rejonie Bałakliji, Łozowej i Barwinkowego obrona wroga nie była ciągła, ale zorganizowana jako szereg posterunków osłaniających się nawzajem. Plan operacji polegał na przebiciu się przez niemiecką obronę w rejonie Bałakliji i Artiomowska wspólnym uderzeniem dwóch frontów, przejście na tyły donbasko-tagandrodzkiego zgrupowania nieprzyjaciela, zepchnięcie jej na wybrzeże Morza Azowskiego i finalnie zniszczenie.
Żołnierze radzieccy musieli sforsować Doniec z lewego (płaskiego) brzegu, aby pokonać trudny teren i linie obrony wroga na prawym (stromym) brzegu. Odcinka rzeki od ujścia Bereki do regionu Łysyczańska broniła niemiecka 17 Armia gen. Hermana Hotha. Teren na prawym brzegu Dońca w rejonie Bałakliji, Iziumu, Czerwnego Łymana i Lisiczańska sprzyjał Niemcom pod względem możliwości skutecznej, długotrwałej obrony z ograniczonymi siłami. Zimą 1942 r. wciąż nie istniała silna linia umocnień wroga, ale rzadkie linie obronne i gniazda karabinów maszynowych ustanowione w dobrych miejscach stały się przeszkodą nie do pokonania dla sowieckiej piechoty. Ponadto obecność wielu wiosek wzdłuż brzegów rzeki sprzyjała wrogowi pod względem szybkiego tworzenia nowych punktów oporu, linii obrony i przyczółków do kontrataku.

## Przebieg operacji
O świcie 18 stycznia oddziały frontów Południowo-Zachodniego i Południowego zaatakowały pozycje wroga i zmiażdżyły jego obronę w rejonie od Bałakliji po Słowiańsk. Po podsumowaniu wyników pierwszych dwóch dni ofensywy sowieckiej, 21 stycznia, postanowiono wprowadzić mobilną grupę zadaniową z 1 i 5 Korpusu w sektorze 57 Armii gen. Dmitrija Riabyszewa. 22 stycznia 1 Korpus Kawalerii przedarł się na zachód od Dowheńki w kierunku na Oczeretyno, a 5 Korpus Kawalerii rozpoczął atak na Barwinkowe, pod koniec dnia 23 stycznia zdobywając miasto wraz z jednostkami 57 Armii. 1 Korpus Kawalerii otrzymał za zadanie do 28 stycznia rano dotrzeć do Konstantynówki i Drużkiwki wraz z 255 Dywizją Piechoty, ale został zatrzymany przez niemiecką 257 Dywizję Piechoty w rejonie Jawlenskie i Ławrowki. Aby usprawnić dowodzenie i kontrolę nad jednostkami, w nocy 24 stycznia jednostki inżynieryjne 57 Armii zbudowały pomocniczy punkt dowodzenia i kontroli na południowo-zachodnich obrzeżach Barwinkowego.
25 stycznia 57 Armia otrzymała zadanie wkroczenia na obszar Bohdaniwki w celu osłaniania manewru głównych sił 5 Korpusu Kawalerii z południowego zachodu. Ten z kolei otrzymał zadanie przejścia w rejon Krasnoarmijskie 28 stycznia. O 14:00 34 Dywizja Kawalerii przekroczyła rzekę Samarę w pobliżu Ołeksandriwki i Błahodaci, gdzie dzień wcześniej 4 Gwardyjska Brygada Pancerna (132-ga) przecięła autostradę Kramatorsk-Petropawliwka. Awangarda 60 Dywizji Kawalerii zdobyła Razdolie, ale próby szybkiego sforsowania Samary nie powiodły się z powodu silnego oporu w obszarach Nowoandryjiwki i Nowobezzabatowki, a kawalerzyści rozpoczęli manewr ominięcia punktu oporu od wschodu. Walki trwały na obu brzegach rzeki. W tym czasie 351 Dywizja Piechoty i 130 Brygada Pancerna walczyły na linii Zełeny – Sofijiwka.
Rankiem 26 stycznia 351 Dywizja Piechoty walczyła na tej samej linii, pomagając 5 Korpusowi Kawalerii w sforsowaniu rzeki Samary. Pod naciskiem 60 Dywizji Kawalerii wróg został wypędzony z Nowoandyrijwki i zaczął się wycofywać w kierunku Stepaniwki. Już nad Samarą jednostki 5 Korpusu Kawalerii napotkały świeże siły wroga, pospiesznie ściągnięte w ten rejon – 94 i 125 Dywizję Piechoty. Pokonawszy opór, a także 68 Dywizję Piechoty, która wycofała się spod Barwinkowego, 34 i 60 Dywizja Kawalerii rzuciły się do ataku na Stepaniwkę. Niemiecka 100 Dywizja Lekka, która niedawno przybyła na front, miała za zadanie sforsowanie rzeki Samary na wschód i przejęcie kontroli nad Ołeksandriwką, ale sama została zaatakowana przez 5 Korpus Kawalerii w rejonie Stepaniwki i zmuszona do wycofania się. Pod koniec dnia 26 stycznia jednostki 5 Korpusu Kawalerii przejęły przedmieścia Marjanki i Stepaniwki. Jednak bitwy w rejonie Ołeksandriwki, Szestakiwki oraz Iwerskiego wciąż trwały: 4 Gwardyjska Brygada Pancerna próbowała wyprzeć stamtąd pozostałe jednostki wroga. Elementy 130 Brygady Pancernej ruszyły za 34 Dywizją Kawalerii w kierunku wsi Kryworiżżja.
26 stycznia, współdziałając z 255 Dywizją Piechoty i 15 Brygadą Pancerną, 1 Korpus Kawalerii wyzwolił Nekremenne. Biorąc pod uwagę sytuację w pasie 1 Korpusu Kawalerii, dowódca Frontu Południowego marsz. Rodion Malinowski podporządkował 255 Dywizję Piechoty 1 Korpusowi Kawalerii, aby pokonać opór niemieckiej 257 Dywizji Piechoty między rzekami Samara i Marjaczka oraz kontynuować natarcie w kierunku Konstantynówki. Elementy 255 Dywizji Piechoty, 56 i 68 Dywizji Kawalerii rozpoczęły ofensywę na Oczeretyno i Nowo-Wodjane, aby utrzymać kontakt z 5 Korpusem Kawalerii nacierającym po prawej.
Wcześnie rano 27 stycznia, 34 Dywizja Kawalerii 5 Korpusu Kawalerii przekroczyła rzeczkę Byk, wkroczyła do Kryworiżżja i pokonała batalion ze 101 Dywizji Lekkiej, przejmując wioskę. Zajęta została również miejscowość Swiatohoriwka. Pozostały czas 27 stycznia kawalerzyści z 34 Dywizji spędzili na odpoczynku, porządkowaniu własnego ekwipunku oraz koni. 60 Dywizja Kawalerii także przekroczyła rzeczkę Byk i weszła do kopalni w Krasnoarmijskiem.
27 stycznia jednostki 1 Korpusu Kawalerii, zgodnie z rozkazem, próbowały rozwinąć ofensywę w kierunku Konstantynówki w głąb terytorium wroga, ponieważ zadanie 37 Armii gen. Antona Łopatina, jakim było dotarcie do Artiomowska i Krasnoarmijskie nie zostało do tej pory wykonane. Tak więc 68 Dywizja Kawalerii zaatakowała niemiecką 100 Dywizję Lekką, broniącą linii Jewlenskie-Szawrowo, zdobywając zachodnią część Jawlenskiej. Elementy 56 Dywizji Kawalerii przejęły kontrolę nad Jelizawetiwką, Fydlerowem, Szawrowem i ruszyły do Jakowliwki oraz Mychajliwki, gdzie wkrótce zostały zatrzymane przez wroga. Walki toczyły się przy praktycznym braku pocisków artyleryjskich i ciężkich stratach w sprzęcie po stronie radzieckiej. W 15 Brygadzie Pancernej pozostało tylko 8 czołgów.
Ze względu na groźbę przerwania frontu przez wojska radzieckie ze strony Łozowej, dowództwo 17 Armii Wehrmachtu przeniosło się z Pawłohradu do Krasnoarmijskie, gdzie skoncentrowane były znaczne siły niemieckiej piechoty i czołgów. W operacji Armii Czerwonej nastąpił punkt zwrotny. Dzień 28 stycznia był nadzwyczaj intensywny: jednostki 57 Armii zaczęły nacierać w kierunku Pawłogradu, stwarzając zagrożenie dla głównej arterii zaopatrzeniowej zgrupowania donbaskiego Niemców – autostrady i linii kolejowej Pawłohrad – Krasnoarmijskie.
Aby przyspieszyć zbliżanie się do linii kolejowych i autostrad Pawłohrad-Krasnoarmijskie i aby przywrócić styczność z 57 Armią (utraconą dwa dni temu), dowództwo 5 Korpusu Kawalerii wprowadziło do walki 79 Dywizję Kawalerii. Elementy 34 i 60 Dywizji Kawalerii zwiększały nacisk na regionalne centrum Dobropolja; 34 Dywizja objęła Nowohryszyne. Elementy 60 Dywizji Kawalerii rozpoczęły walkę na północnych obrzeżach Mariewki i na obszarze Swiatohoriwki, a 79 Dywizja Kawalerii ominęła Dobropolje na południu. Walki toczyły się na północny wschód od Sławianki, w Kamence, na północnych obrzeżach Serhijiwki, Hryszyne, na wschód od Krasnojarskie oraz w rejonie sowchozu Szewczenko. W związku z tym kawalerzyści wraz z 57 Armią zdezorganizowali linie komunikacyjne wroga, pogarszając pozycję jego zgrupowania donbaskiego i próbowali przeciąć autostradę w rejonie Serhijiwki (w pobliżu skrzyżowania nr 5). O szybkości manewru kawalerii świadczy fakt, że tylko w rejonie Hryszyne wzięto ok. 600 jeńców.

## Podsumowanie
Główne zadanie otoczenia i zniszczenia dużej grupy Wehrmachtu nie zostało wykonane. Biorąc pod uwagę wyższość wroga w kwestii zdolności dowodzenia wojskami, dowództwo wojsk radzieckich, które działało zdecydowanie na początkowym etapie operacji, ostatecznie nie podjęło koniecznych działań, aby rozszerzyć przełamanie frontu na flankach. Pozwoliło to Niemcom na podciągnięcie posiłków i za cenę stosunkowo niewielkich strat ustabilizowanie sytuacji.
W radzieckiej historiografii aktywnie postulowano tezę, że dzięki operacji barwienkowo-łozowskiej niemieckie dowództwo nie było w stanie przenieść posiłków pod Moskwę z południowej części frontu radziecko-niemieckiego, gdzie Armia Czerwona skutecznie przeprowadziła kontratak.

Ocena gen. Dmitrija Riabyszewa: 

W wyniku operacji barwienkowsko-łozowskiej wojska 57 i 6 Armii Frontu Południowego rozszerzyły wyłom do 100 km wzdłuż linii frontu i przesunęły się na głębokość 90-100 km na zachód i południowy zachód. Grozili zerwaniem linii komunikacyjnych donbaskiego zgrupowania nieprzyjaciela, związali walką jego znaczne siły na tym kierunku i nie pozwolili na przeniesienie ich w inne miejsce. Nasi żołnierze wyzwolili miasta Barwinkowe, Łozowa i ponad 400 osad, zadając wrogowi ciężkie straty. Oprócz tego, co zniszczyli podczas walk, żołnierze zdobyli 658 dział, 40 czołgów i pojazdów opancerzonych, 843 karabiny maszynowe, 331 moździerzy, 6013 samochodów, 573 motocykle, 1095 rowerów, 23 radiostacje, ponad 100 tysięcy min, około 80 tysięcy pocisków armatnich, ponad milion pocisków karabinowych, ponad 23 tysiące granatów ręcznych, 430 samochodów z wyposażeniem wojskowym, 8 pociągów z ciężkim sprzętem, 24 magazyny różnych jednostek rezerwy, 2400 wozów, 2800 koni. Niemieckie 298, 68 i 257 Dywizja Piechoty, 236 Pułk Pancerny, 179 Pułk Piechoty 57 Dywizji Piechoty, Węgierski Pułk Kawalerii zostały całkowicie pokonane. Dowództwo 257 Dywizji Piechoty zostało pokonane, a dokumenty dowództwa, sztandary 457 i 516 Pułku Piechoty zostały zdobyte. Ponadto znaczące straty zostały zadane 44 i 295 Dywizji Piechoty oraz niektórym elementom 62, 46 i 94 Dywizji Piechoty. W tym czasie Niemcy stracili ponad 25 tysięcy zabitych, schwytano kilka tysięcy faszystów. W dywizjach piechoty nieprzyjaciela pozostało od 30 do 50 procent personelu.

Jednak sama operacja, która rozpoczęła się w drugiej połowie stycznia 1942 r., niezależnie od jej wyniku, nie mogła już wpłynąć na ogólny wynik bitwy o Moskwę.